# Gaillard de Faugères
Gaillard de Faugères  ( ?  -  † le 12 septembre 1317), appelé aussi  Gaillard de Fougères,  Gaillard de Falguières.
Archevêque d'Arles (1311-1317)  puis d’Angoulême (1317). 

## Biographie
Gaillard de Faugères, succède en février 1311,, à son frère Arnaud comme archevêque d’Arles. Il est consacré le 18 mai 1311 à Avignon.En 1317, il est transféré au siège d’Angoulême garde le pallium et reçoit une bulle de Jean XXII le déclarant exempt de la juridiction de l’archevêché de Bordeaux. Il serait décédé le 12 septembre 1317 ou en juin 1328.

### Sources
- Jean-Pierre Papon  - Histoire générale de Provence, page 312
- Joseph Hyacinthe Albanés - Gallia christiana novissima